# Ippodromo di Ascot
L'ippodromo di Ascot è un famoso ippodromo inglese situato nella cittadina di Ascot, Berkshire. Vi si disputano corse di cavalli purosangue.

## Storia
Fondato nel 1711 dalla regina Anna d'Inghilterra, fu inaugurato con una gara intitolata "Her Majesty's Plate" (dotazione di 100 ghinee) l'11 agosto di quell'anno, con soli sette cavalli in gara.
Ascot è uno degli ippodromi più importanti del Regno Unito: ospita nove delle trentadue corse di gruppo del Gruppo 1. Dista circa 11 km dal castello di Windsor. Nelle vicinanze è situato anche l'aeroporto civile Codice EGLT.
Di proprietà della Ascot Racecourse Ltd., è, per la sua importanza, l'impianto ippico più strettamente legato alla famiglia reale britannica (il cui entourage ha l'obbligo di indossare il tight). L'annesso campo di golf è controllato dalla Crown Estate. 
Annualmente vengono organizzate ventisei giornate di gare di corsa piana, concentrate nella maggior parte (diciotto) fra i mesi di maggio e di ottobre. Nei mesi invernali vengono organizzate anche corse con ostacoli.
Il meeting del Royal Ascot, che si disputa nell'arco di 5 giornate nella terza settimana di giugno, è il fulcro della stagione: si disputano ben 35 corse, 8 di gruppo 1: le Queen Anne Stakes sul miglio per cavalli anziani, le King's stand, la Commonwealth Cup e le Diamond Jubilee Stakes per velocisti, le Coronation Stakes e le St James Palace Stakes, entrambe sul miglio, rivincita delle 1000 e 2000 ghinee per cavalli di 3 anni, le Prince of Wales Stakes a 2000 metri e la favorita del pubblico, la Gold Cup per fondisti, a 4000 metri. A luglio si svolge la prestigiosa King George VI and Queen Elizabeth Stakes, sui 2400 metri, in cui i migliori anziani d'Europa affrontano i migliori tre anni della stagione classica.

## Ascot nei media
Al cinema l'ippodromo di Ascot, interamente ricreato in studio nella sua versione primi Novecento, è rappresentato in una celebre sequenza del film My Fair Lady, ricordata anche per il vestito bianco e nero di Audrey Hepburn. Una sequenza del film Agente 007 - Bersaglio mobile è stata girata nell'impianto britannico.

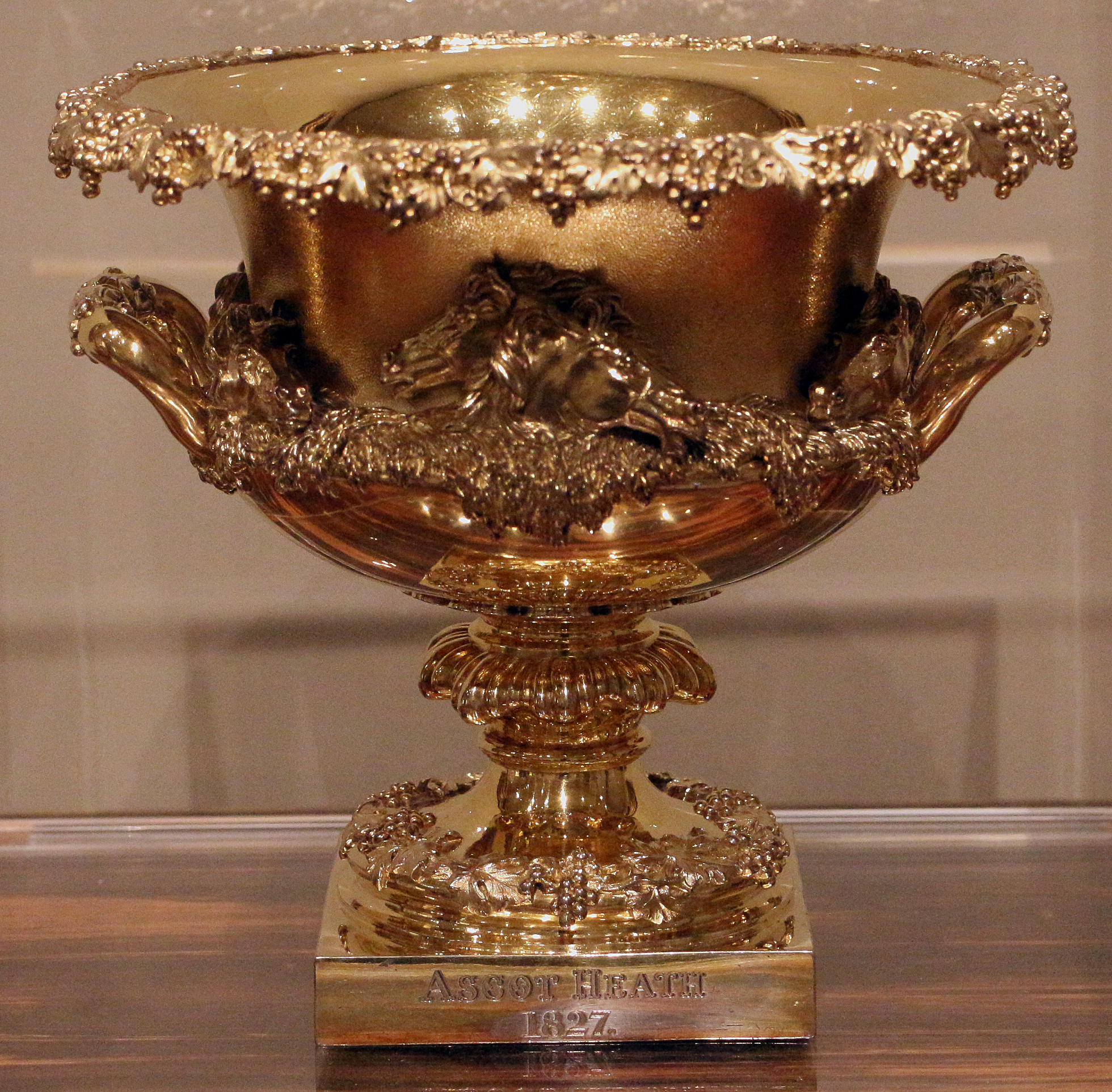
Paul Storr, Coppa Ascot, argento dorato, 1825-1826